# MTAP
MTAP (англ. Methylthioadenosine phosphorylase) – білок, який кодується однойменним геном, розташованим у людей на короткому плечі 9-ї хромосоми. Довжина поліпептидного ланцюга білка становить 283 амінокислот, а молекулярна маса — 31 236.
| 10         |  | 20         |  | 30         |  | 40         |  | 50         |
| ---------- |  | ---------- |  | ---------- |  | ---------- |  | ---------- |
| MASGTTTTAV |  | KIGIIGGTGL |  | DDPEILEGRT |  | EKYVDTPFGK |  | PSDALILGKI |
| KNVDCVLLAR |  | HGRQHTIMPS |  | KVNYQANIWA |  | LKEEGCTHVI |  | VTTACGSLRE |
| EIQPGDIVII |  | DQFIDRTTMR |  | PQSFYDGSHS |  | CARGVCHIPM |  | AEPFCPKTRE |
| VLIETAKKLG |  | LRCHSKGTMV |  | TIEGPRFSSR |  | AESFMFRTWG |  | ADVINMTTVP |
| EVVLAKEAGI |  | CYASIAMATD |  | YDCWKEHEEA |  | VSVDRVLKTL |  | KENANKAKSL |
| LLTTIPQIGS |  | TEWSETLHNL |  | KNMAQFSVLL |  | PRH        |  |            |

A: Аланін

C: Цистеїн

D: Аспарагінова кислота

E: Глутамінова кислота

F: Фенілаланін

G: Гліцин

H: Гістидин

I: Ізолейцин

K: Лізин

L: Лейцин

M: Метіонін

N: Аспарагін

P: Пролін

Q: Глутамін

R: Аргінін

S: Серин

T: Треонін

V: Валін

W: Триптофан

Кодований геном білок за функціями належить до трансфераз, глікозилтрансфераз. 
Задіяний у таких біологічних процесах, як ацетилювання, альтернативний сплайсинг. 
Локалізований у цитоплазмі, ядрі.